# Le Bel Été (film, 2023)
Pour les articles homonymes, voir Le Bel Été.
Pour plus de détails, voir Fiche technique et Distribution.
Le Bel Été (La bella estate) est une comédie dramatique italienne réalisée par Laura Luchetti et sortie en 2023.
Il s'agit de l'adaptation cinématographique du roman roman éponyme de Cesare Pavese, dont l'avant-première a eu lieu au 76e Festival du film de Locarno.

## Synopsis
En 1938, Ginia quitte la campagne piémontaise pour s'installer à Turin, à la recherche de meilleures perspectives économiques pour son avenir. Cependant, l'une des principales aspirations de Ginia est l'amour, qu'elle découvre en la personne de Guido, un jeune peintre. Amelia, une femme un peu plus âgée, sensuelle et provocante, très différente de toutes les personnes qu'elle a connues dans sa vie et prête à ébranler ses certitudes, lui fait découvrir les cercles artistiques de la bohème turinoise. Tiraillée entre le sens du devoir et la découverte d'un désir qui la confond, Ginia est submergée par des émotions auxquelles elle n'ose pas donner de nom. Au cours de son « bel été », elle s'abandonne enfin à ses sentiments et célèbre le courage d'être elle-même.

## Fiche technique
- Titre français : Le Bel Été[2],[3],[4],[5]
- Titre original italien : La bella estate[6]
- Réalisateur : Laura Luchetti
- Scénario : Laura Luchetti, d'après Le Bel Été de Cesare Pavese
- Photographie : Diego Romero
- Montage : Simona Paggi (it)
- Musique : Francesco Cerasi
- Costumes : Diamante Cavalli
- Production : Daniele Gentili, Daniele Gentili, Giovanni Pompili
- Société de production : Kino Produzioni, Rai Cinema, 9.99 Films
- Pays de production :  Italie
- Langue originale : italien
- Format : couleurs - 2,39:1
- Durée : 111 minutes
- Genre : comédie dramatique
- Dates de sortie :
  - Suisse : 4 août 2023
  - Italie : 24 août 2023
  - France : 8 février 2024 (Lyon, Rencontres autour du cinéma italien d'aujourd'hui) 27 novembre 2024 en salle

## Distribution
- Yile Vianello : Ginia
- Deva Cassel : Amelia
- Nicolas Maupas : Severino
- Alessandro Piavani : Guido
- Adrien Dewitte : Rodrigues
- Cosima Centurioni : Rosa
- Gabriele Gasco : Massimo
- Andrea Bosca (it) : Dr. Andrea
- Anna Bellato (it) : Mme Gemma